# Cursus honorum
Cursus honorum (łac. ścieżka zaszczytów) – system awansu urzędniczego w starożytnym Rzymie, określający kolejność obejmowania funkcji publicznych. Normy te regulowały ścieżkę kariery politycznej i administracyjnej, tworząc hierarchiczną strukturę urzędów. 
Termin ten stosowany jest zwyczajowo w odniesieniu do senatorów rzymskich, których kariera była sprecyzowana: w epoce republiki określana tradycją i aktami prawnymi, a w czasach cesarstwa dodatkowo wolą princepsa (pierwszego senatora). Wyjątki od kierujących nią zasad były rzadkie i powodowane wyjątkowymi okolicznościami. Idea cursus honorum polegała na tym, aby zdobywać doświadczenie na mniej ważnych stanowiskach przed objęciem ważniejszych i bardziej odpowiedzialnych.
W starożytnym Rzymie, gdzie termin ten powstał, cursus honorum obejmował drogę awansu politycznego mężczyzn z rodzin senatorskich. System ten rozwijał się w czasach republiki rzymskiej, gdyż wcześniej, w okresie Rzymu monarchicznego senat stanowił jedynie przyboczną radę króla, a więc cursus honorum z powodu braku formalnych urzędów nie istniał.

## Republika
Początkowo kolejność zwyczajowa, z czasem podlegała ustawowym uregulowaniom. Najważniejszym z nich była ustawa Lucjusza Wiliusza lex Villia annalis z 180 p.n.e. wprowadzająca minimalny wiek konieczny do objęcia urzędu. I tak pierwszy urząd, kwesturę, mógł objąć obywatel, który ukończył 30 lat, następnym stopniem, chociaż nieobowiązkowym był edylat (36 lat) lub trybunat plebejski, trzecim stopniem, wymagającym ukończenia 39 lat, była pretura. Po trzech latach pretor mógł ubiegać się o konsulat. Ostatecznie kariera polityczna mogła posiadać następujące stopnie:
- odbycie 10-letniej służby wojskowej w legionach, zwykle w stopniu trybuna wojskowego,
- sprawowanie urzędu kwestora po wyborze przez komicja trybusowe,
- działalność w Senacie (od czasów Sulli były kwestor automatycznie wchodził w skład Senatu),
- wybranie edylem w wyborach przez komicja trybusowe lub wybranie trybunem plebejskim przez concillia plebis,
- wybranie pretorem w wyborach przez komicja centurialne,
- wybranie konsulem w wyborach przez komicja centurialne,
- wyjazd w roli prokonsula do jednej z prowincji i zarządzanie nią przez 1 rok,
- zostanie cenzorem,
- zostanie pontifex maximus.

W praktyce tylko najwybitniejszym jednostkom udawało się odbyć całość cursus honorum, co często nie było celem, a zostanie konsulem (najwyższy i najbardziej pożądany urząd), które włączało rodzinę do nobilów.
Wzorcowym (z suo anno) cursus honorum odznaczył się np. Cyceron.

## Cesarstwo
Ze zmianami kontynuowany był w czasach cesarstwa. Aby usprawnić biurokrację, wiek sprawowania urzędów(który miał utrwalać republikę) został obniżony za rządów Oktawiana Augusta. Np. edylat można było sprawować już od 25 roku życia, a preturę od 30. Nie były to jedyne zmiany wprowadzone przez Augusta: w swoich prowincjach (w senackich system pozostał bez zmian) mógł on sam wybierać prokonsulów nie tylko na 1 rok, ale na czas nieograniczony. W praktyce zazwyczaj kadencja w prowincji nie przekraczała jednak 3 lat.